# Luisa Angrisani
Luisa Angrisani (Sarno, 9 novembre 1963) è una politica italiana.

## Biografia
Vive a Sarno (SA); di professione è insegnante di scuola elementare.

### Elezione a senatore
Alle elezioni politiche del 2018 viene eletta al Senato della Repubblica, nelle liste del Movimento 5 Stelle nella circoscrizione Campania. Il 17 febbraio 2021 è una dei 15 senatori del M5S a votare contro la fiducia al Governo Draghi. 
Dopo essere stata espulsa dal Capo politico Vito Crimi, il 19 febbraio entra a far parte del Gruppo misto. Il 22 giugno si iscrive alla componente L'alternativa c'è - Lista del Popolo per la Costituzione.  Il 27 aprile 2022 con alcuni ex M5S e i senatori del Partito Comunista e di Italia dei Valori dà vita al gruppo parlamentare C.A.L. (Costituzione Ambiente Lavoro) - PC - IdV.